# República (jornal)
República foi um jornal português fundado por António José de Almeida em 15 de Janeiro de 1911. Destacado protagonista do ideário liberal e laico do 5 de Outubro, evidenciou-se, em parceria com o Diário de Lisboa, na luta contra a ditadura salazarista. 
Ligado desde o início a figuras de relevo da maçonaria portuguesa, sobrevive à instauração do Estado Novo.

## A transformação de 1972
Em 1972 passa por uma profunda transformação, onde desempenha um papel de destaque o jornalista e maçom Raul Rêgo, que substituiu Carvalhão Duarte na direcção. O jornal passa então a contar com colaborações de personalidades relevantes da oposição, como Mário Soares e Gustavo Soromenho, e com uma nova equipa redactorial em que se destacam Mário Mesquita, Alberto Arons de Carvalho, Jaime Gama, António Reis, José Jorge Letria e Álvaro Guerra.

## A suspensão da publicação
Suspendeu a publicação regular em Janeiro de 1976, após uma forte agitação interna na sequência das divisões político-partidárias criadas após a Revolução de 25 de Abril.

## Publicação trimestral
Reapareceu como publicação trimestral em 2001, mas já sem a dimensão nem a importância do passado.

## Série iniciada em 2012
Em abril de 2012 foi publicado o número um de uma nova publicação com o mesmo título, com o subtítulo "Série iniciada em 2012", sob a direção de António Brotas.
Trata-se de uma publicação de periodicidade semestral, com o formato revista, A4 e cerca de 30 páginas.
Os diretores adjuntos são António Lopes Vieira e Viriato Wolfgango de Macedo (que, tal como o diretor, têm mais de 80 anos (2012). 